# Jean-Baptiste Davaux
Jean-Baptiste Davaux (La Côte-Saint-André, 19 de juliol de 1742 - París, Illa de França, 2 de febrer de 1822) fou un violinista francès.
Als vint-i-tres anys es traslladà a la capital, i ben aviat es donà a conèixer com a concertista distingit i fecund compositor. Inventà un metrònom, i a més de les òperes còmiques Théodore (1785), i Cecilia (1780), va escriure nombroses sonates per a violí, duets, tríos, quartets, concerts i simfonies.